# 貝克·梅菲爾德
貝克·里根·梅菲爾德（英語：Baker Reagan Mayfield，1995年4月14日—）是美国美式橄榄球四分衛，在2018年NFL選秀中以首輪第一順位被克里夫兰布朗選中。

## 早年
貝克·梅菲爾德出生于德克薩斯州奧斯汀，他父亲以美国总统罗纳德·里根之名给他起了中间名。他从小就是奧克拉荷馬大學橄榄球队的粉丝。他高中时在特拉維斯湖高中打主力四分卫，带队在兩個賽季中拿到了25勝2敗的戰績，且贏得了2011年4A州冠軍。
他在大学招募中被评为较低的三星新秀，最终选择前往德克薩斯理工大學打球。
| 姓名 | 家鄉                                                     | 高中           | 身高                 | 體重        | 承諾日 |
| --- | -------------------------------------------------------- | -------------- | -------------------- | ----------- | ------ |
| 貝克·梅菲爾德 QB | 德克薩斯州奧斯汀                                         | 特拉維斯湖高中 | 6英尺1英寸（1.85米） | 200磅（91） |        |
| 貝克·梅菲爾德 QB | 招募星级： Scout： Rivals： 247Sports： N/A ESPN評分：70 |                |                      |             |        |
| 總體新秀排名： |                                                          |                |                      |             |        |
| - 附註：許多時候，Scout、Rivals、247Sports以及ESPN在身高體重的數據可能會不同 . - 在這種情況下選擇平均值，而ESPN grades滿分為100分。 來源： |                                                          |                |                      |             |        |

## 大學生涯

### 经历
梅菲尔德在得克萨斯理工大学的新生赛季原本为替补，但因原主力四分卫受伤而成为首发。他带队打出了5胜0负的开局，接下来因伤缺阵。当他伤愈后，教练组仍选择让另一位状态正佳的新生四分卫首发，梅菲尔德在赛季尾声才重返首发。得克萨斯理工在常规赛最终战绩7胜5负。在新生赛季结束后，梅菲尔德与得克萨斯理工分道扬镳，称与主教练克里夫·金斯伯里沟通不顺，且未得到下学期的奖学金。主教练金斯伯里则对其不能得到奖学金的说法予以否认。
他于2014年转会奧克拉荷馬大學。根据当时的转会规则，他在2014赛季无法上场比赛。2015赛季，他被拔擢为首发四分卫，在当赛季带队打入季后赛半决赛橘子碗，但最终不敌克莱姆森大学。他还在当赛季入围了海斯曼奖的四人名单，最终得票排第四。2016赛季，奧克拉荷馬在常规赛输了两场，未能晋级季后赛四强。梅菲尔德再度入围海斯曼奖四人名单，最终得票排第三。
2017赛季，他在客场战胜俄亥俄州立大学后，将队旗插入俄亥俄體育場草皮正中的大O上，引发主队球迷强烈不满，梅菲尔德在事后道歉。他接下来在客场对阵的堪萨斯大学的比赛中，曾抓住自己胯部说F-word，还嘲讽对方，“你们（整赛季）就赢了一场，专注于篮球吧”。他事后再次发表道歉。他带领奧克拉荷馬大學在当赛季打入季后赛半决赛玫瑰碗，但不敌佐治亚大学。他以压倒性的的票优势获得当赛季的海斯曼奖。

### 「梅菲爾德條款」
當梅菲爾德打完他的大一球季（2013赛季）之後，便從德克薩斯理工大學轉至奧克拉荷馬大學。梅菲爾德向NCAA上訴，希望能立即取得為奧克拉荷馬大學上場比賽的資格，因為他是藉由試訓管道進入德克薩斯理工大學，且沒有接受任何獎學金。梅菲爾德主張他並不適用跟領取獎學金的球員一樣的轉學制度。但上訴被駁回了，NCAA認為他並不符合立即上場的資格。12大聯盟的转校规则，他只能到第二个赛季（2015赛季）才能出战，外加损失一个赛季（2017赛季）的大学球员资格。奧克拉荷馬大學官方要求德州理工大學同意梅菲爾德上場，但德州理工大學拒絕並反對了這項要求。
2016年6月1日，12大聯盟的代表們提出，讓像是梅菲爾德這樣藉由試訓且沒有領取獎學金的球員能夠擺脫轉學的限制，這項提案在第二天的投票中以7-3的比數通過，而梅菲爾德的前學校德州理工大學也投下同意票。梅菲爾德因而获得了参加最后一个赛季（2017赛季）大学比赛的资格

### 大學數據
| 2013 | 德克薩斯理工大學 | 8                  | 5                  | 218                | 340                | 64.1               | 2,315              | 6.8                | 60                 | 12                 | 9                  | 24                 | 127.7              | 88                 | 190                | 2.2                | 3                  |                    |                    |                    |                    |
| 2014 | 奧克拉荷馬大學   | 因轉學無法參加比賽 | 因轉學無法參加比賽 | 因轉學無法參加比賽 | 因轉學無法參加比賽 | 因轉學無法參加比賽 | 因轉學無法參加比賽 | 因轉學無法參加比賽 | 因轉學無法參加比賽 | 因轉學無法參加比賽 | 因轉學無法參加比賽 | 因轉學無法參加比賽 | 因轉學無法參加比賽 | 因轉學無法參加比賽 | 因轉學無法參加比賽 | 因轉學無法參加比賽 | 因轉學無法參加比賽 | 因轉學無法參加比賽 | 因轉學無法參加比賽 | 因轉學無法參加比賽 | 因轉學無法參加比賽 |
| 2015 | 奧克拉荷馬大學   | 13                 | 13                 | 269                | 395                | 68.1               | 3,700              | 9.4                | 76                 | 36                 | 7                  | 39                 | 173.3              | 141                | 405                | 2.9                | 7                  |                    |                    |                    |                    |
| 2016 | 奧克拉荷馬大學   | 13                 | 13                 | 254                | 358                | 70.9               | 3,965              | 11.1               | 88                 | 40                 | 8                  | 18                 | 196.4              | 78                 | 177                | 2.3                | 6                  |                    |                    |                    |                    |
| 2017 | 奧克拉荷馬大學   | 14                 | 13                 | 285                | 404                | 70.5               | 4,627              | 11.5               | 84                 | 43                 | 6                  | 26                 | 198.9              | 97                 | 311                | 3.2                | 5                  |                    |                    |                    |                    |
| 生涯 | 生涯             | 48                 | 44                 | 1,026              | 1,497              | 68.5               | 14,607             | 9.8                | 88                 | 131                | 30                 | 107                | 175.4              | 404                | 1,083              | 2.7                | 21                 |                    |                    |                    |                    |

資料來源: 

## 職業生涯
| 6英尺05⁄8英寸 （1.84米） | 215磅（98） | 301⁄4英寸 （0.77米） | 91⁄4英寸 （0.23米） | 4.84秒 | 1.72秒 | 2.84秒 | 4.28秒 | 7.00秒 | 29英寸 （0.74米） | 9英尺3英寸 （2.82米） |
| 所有數據來自於NFL選秀    |             |                      |                     |        |        |        |        |        |                   |                       |

### 经历
2018年NFL选秀中，克里夫兰布朗用以状元签選中梅菲爾德，签下了为期四年的新秀合同。他在首赛季带队打出7胜8负1平的战绩，是布朗队自2007年以来的最佳战绩。在2020赛季，布朗队在常规赛取得了11胜5负的战绩，还在季后赛外卡赛中击败了匹兹堡钢人，取得了1994赛季以来的季后赛首胜，随后在分区决赛中不敌堪萨斯城酋长。
2021赛季，梅菲尔德受到伤病影响，在赛季末进行盂唇撕裂手术。
2022年，布朗队得到四分卫德肖恩·沃森。梅菲尔德对这桩交易交易表示“感到自己百分百不受尊重”，随后要求转会。
2022赛季，他转会卡罗莱纳黑豹，打了1胜5负的6场比赛后再次要求转会。他在同年12月加入洛杉矶公羊。从转会到为公羊出战，他仅有两天时间学习战术。他在公羊首秀中替补登场，带队逆转战胜了拉斯维加斯突袭者。2023赛季，梅菲尔德转会坦帕湾海盗。